# Chrząstnica
Chrząstnica, chrząścica (Chondrus) – rodzaj krasnorostów z rzędu Gigartinales. Plechy mchu irlandzkiego (Chondrus crispus), gatunku występującego w północnym Oceanie Atlantyckim, wypłukane, wybielone i wysuszone na słońcu, dostarczają karagenu, surowca stosowanego w wielu gałęziach przemysłu oraz w lecznictwie.